# Dolní Kalná
Dolní Kalná település Csehországban, Trutnovi járásban. Dolní Kalná Čistá u Horek, Klášterská Lhota, Horní Kalná, Hostinné, Kunčice nad Labem és Horní Olešnice településekkel határos. Lakosainak száma 693 fő (2024. január 1.).

## Népesség
A település lakosságának változását az alábbi diagram mutatja:
| Lakosok száma | 1111 | 1202 | 1137 | 811  | 684  | 624  | 689  | 692  | 671  | 693  |
|               | 1869 | 1890 | 1921 | 1950 | 1980 | 2001 | 2017 | 2019 | 2022 | 2024 |